# برونينها
برونا سانتوس نهيا (من مواليد 16 يونيو 2002)، المعروفة بـ برونينها أو برونا، هي لاعبة كرة قدم برازيلية محترفة تلعب كظهير أيمن لنادي الدوري الوطني، نادي غوثام، ومنتخب البرازيل للسيدات. اشتهرت بلعبها القوي على جانبي الكرة، وفازت ببطولة الدوري الوطني لعام 2023 مع النادي، وهي أصغر لاعبة تسجل هدفًا في تاريخ النادي.

## مهنة النادي
ولدت في كاسترو، بارانا، وانضمت إلى فريق شباب شابيكوينسي بعد فترة تجريبية في عام 2016. في عام 2018، ظهرت لأول مرة مع الفريق، لكنها انتقلت إلى إنترناسيونال في عام 2019؛ عينت في البداية في مع نادي تحت 18 عامًا.
بدأت بالظهور في الفريق الأول للإنتر خلال موسم 2020، وسجلت هدفًا في أول ظهور لها ضد فيتوريا في 5 سبتمبر. في فبراير 2021، انتقلت إلى نادي سانتوس. ظهرت في 24 مباراة للنادي وفازت بجائزة بولا دي براتا (الكرة الفضية) لعام 2021.

## مهنة دولية
ظهر مع منتخب البرازيل في فئات تحت 17 عامًا وتحت 20 عامًا وكبار السن. في عام 2022، فازت ببطولة أمريكا الجنوبية لكرة القدم للسيدات تحت 20 عامًا وقادت فريقها في كأس العالم للسيدات تحت 20 عامًا، والتي احتلت فيه البرازيل المركز الثالث، ولعبت في كل المبارايات وبدأت في جميعها باستثناء واحدة.
ظهرت لأول مرة مع المنتخب الوطني للسيدات في 17 سبتمبر 2021 ضد الأرجنتين، وسجلت تمريرة حاسمة واحدة. في عام 2023 ظهرت في كأس SheBelieves وظهرت لأول مرة في كأس العالم للسيدات في دور المجموعات ضد بنما.

## الإحصائيات المهنية

### دولي
آخر تحديث 17 أكتوبر 2023.
| البرازيل | البرازيل | البرازيل |
| سنة      | الظهور   | الأهداف  |
| -------- | -------- | -------- |
| 2021     | 5        | 0        |
| 2022     | 1        | 0        |
| 2023     | 3        | 0        |
| المجموع  | 9        | 0        |

## الأنجازات
البرازيل تحت 20
- بطولة أمريكا الجنوبية لكرة القدم للسيدات تحت 20 سنة: 2022